# Festuca haussknechtii
Festuca haussknechtii är en gräsart som beskrevs av Karl Emil Wilhelm Torges. Festuca haussknechtii ingår i släktet svinglar, och familjen gräs. Inga underarter finns listade i Catalogue of Life.